# اکسل-کی‌کی‌آر
اکسل-کی‌کی‌آر (انگلیسی: Accel-KKR) شرکت سرمایه‌گذاری آمریکایی است، که در سال ۲۰۰۰ تأسیس شد.